# Mamonas Assassinas
Mamonas Assassinas, también conocida como Mamonas, fue una banda del Rock alternativo brasileña formada en Guarulhos en 1995, originaria de la banda Utopia. Se destacaron por sus composiciones que combinaban Pop rock con géneros musicales populares, como el Country, el Heavy metal, el pagode romántico, la vira y el Gorró, y también por sus interpretaciones irreverentes y excéntricas. Estos factores convirtieron al grupo en un notable exponente del Rock cómico, género antagónico al Rock alternativo que sus integrantes venían aplicando al repertorio de la banda Utopia. La banda tuvo éxito en 1995 entre niños y adolescentes.
La banda estuvo activa durante algunos meses, pues, en 1996, debido a un accidente aéreo de conmoción nacional, todos los integrantes de la banda, que eran Dinho (voz), Júlio Rasec (teclado, percusión y voz), Bento Hinoto (guitarra), Samuel Reoli (bajo) y Sérgio Reoli (batería), murieron cuando el avión en el que volaban hacia Guarulhos se estrelló en la Serra da Cantareira. En sus poco más de ocho meses de historia, grabaron un único álbum de estudio, Mamonas Assassinas, lanzado en junio de 1995 y que vendió más de 3 millones de copias en todo Brasil, hazaña que les valió un certificado de diamante acreditado por la Asociación Brasileña de Productores Discográficos (ABPD). Dos temas de este álbum, «Vira-Vira» y «Pelados em Santos», fueron incluidos entre los 10 temas más escuchados en el país en 1995. Además, fueron editados póstumamente, reuniendo tanto materiales inéditos como grabaciones antiguas, álbumes como: Atenção, Creuzebek: a Baixaria Continua! (1998), Ao Vivo em Valinhos (2002), Mamonas Ao Vivo (2006), One: 16 Hits (2009) e Pelados em Santos (2011).
La banda fue una de las pioneras del género Rock cómico en Brasil y continúa siendo celebrada e influyendo en la escena musical nacional mucho después de su fin. Actualmente, su único álbum editado prevalece como uno de los 10 álbumes más vendidos en Brasil de todos los tiempos.

## Historia

### 1989-1992: formación y Utopia

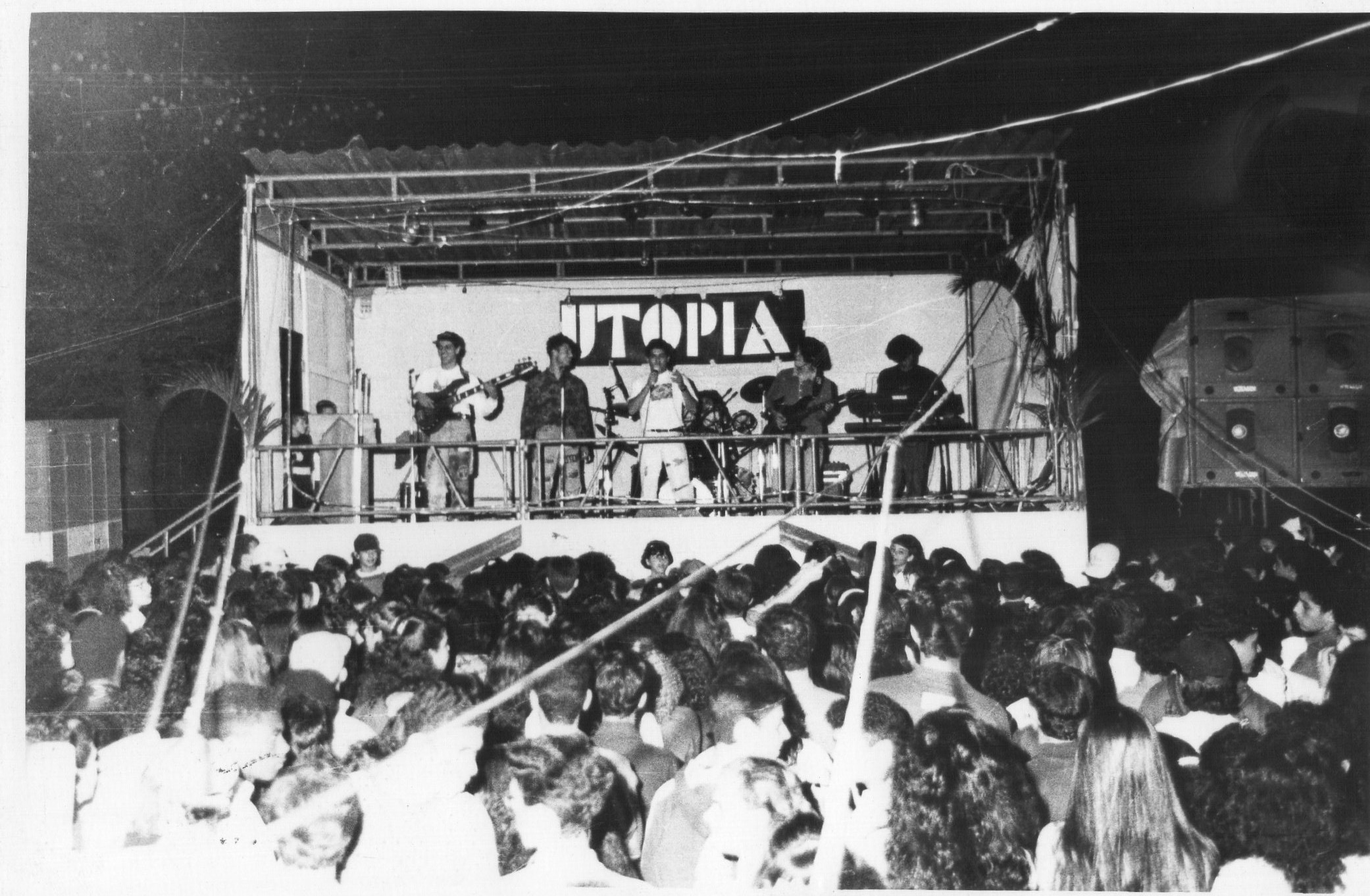
La banda presentándose con el nombre de Utopia, c. 1990s.

En marzo de 1989, Sérgio Reis de Oliveira —que luego adoptaría el nombre artístico de Sérgio Reoli—, mientras trabajaba en la empresa de máquinas de escribir Olivetti, conoció a Maurício Hinoto, hermano de Alberto Hinoto —que luego adoptaría el nombre artístico de Bento Hinoto—. Al enterarse de que Sérgio era baterista, Maurício decidió presentarle a su hermano, que tocaba la guitarra. A partir de entonces, Sérgio conoció a Alberto y decidieron crear una banda. En ese momento, Samuel Reis de Oliveira —que luego adoptaría el nombre artístico de Samuel Reoli—, hermano de Sérgio, no estaba interesado en la música y prefería dibujar aviones. Sin embargo, al ver a Sérgio y Bento ensayando en su casa, Samuel se interesó por la música y empezó a tocar el bajo eléctrico. Se formó así la «cocina» de la banda, con bajo, guitarra y batería. Los tres formaron el grupo Utopia, especializado en covers de grupos como Ultraje a Rigor, Legião Urbana, Titãs, Paralamas do Sucesso, Barão Vermelho y Rush, entre otros.
Utopia empezó a actuar en las afueras del Gran São Paulo. Durante un espectáculo realizado en julio de 1990 en el Parque Cecap, complejo habitacional de Guarulhos, el público solicitó que el trío interpretara la canción «Sweet Child o' Mine», de la banda estadounidense Guns N' Roses. Como no sabían la letra, pidieron a uno de los espectadores que subiera al escenario para ayudarlos. Alecsander Alves —que luego adoptaría el nombre artístico de Dinho— se ofreció como voluntario para cantar. Aunque no sabía la letra, su actuación y su embromación provocaron grandes risas entre el público. Y fue así como, con su destacada actuación, se aseguró el puesto de cantante principal de la banda.
En 1990, a través de Sérgio, se incorporó al grupo el teclista Márcio Araújo —que luego pasó a ser conocido como «O Sexto Mamonas»—. El último integrante en unirse a Utopia fue Júlio Cesar Barbosa —quien luego adoptaría el nombre artístico de Júlio Rasec—. Júlio era amigo de Dinho y lo contrataron para ayudarlo con covers en inglés, además de actuar como percusionista y reparar alambres y cables de los equipos de la banda, cuando era necesario.
Con esta formación, la banda continuó tocando en lugares menos populares de São Paulo y la región. En una de sus entrevistas, el baterista Sérgio Reoli reveló que los mejores shows para la banda eran los de caridad porque no gastaban ni ganaban dinero. Sérgio, también en entrevista, cuenta que fueron a hacer un espectáculo al campo y hasta durmieron en el mismo escenario, ya que el dinero apenas alcanzaba para pagar la Kombi y, además, a la vuelta, Dinho, al intentar impresionar a una chica que conducía el vehículo alquilado, rompió la caja de cambios.

### 1992-1994: Rick Bonadio, grabación en vinilo y fracaso comercial

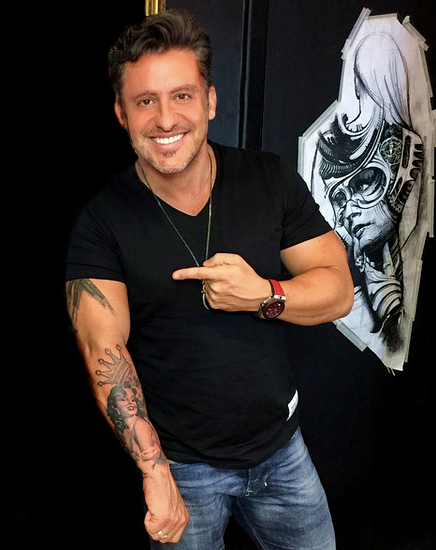
Rick Bonadio se convirtió en el productor de la banda y recibió el sobrenombre de «Creuzebek». En la imagen en 2016.

En 1992, la banda conoció a Rick Bonadio, y en su estudio produjeron el vinilo Utopia, su primer y único álbum independiente, compuesto por seis canciones. De los mil ejemplares producidos, sólo se vendieron cien. En ese momento, Márcio Araújo estudiaba ingeniería civil en la Universidad de Guarulhos, y la rutina de los ensayos y los viajes se convirtió en un obstáculo para sus estudios y proyectos profesionales. Debido a esto, comenzó a desacelerar en la banda, no yendo a los ensayos los fines de semana, cuando había clases en la universidad y en los viajes que se realizaban entre semana. Por la misma razón, no grabó ninguno de los temas del álbum de vinilo Utopia, aunque aparece en la fotografía de la portada. Cuando el estudiante dejó la banda, Júlio Rasec se convirtió en teclista y corista.
Poco a poco, los integrantes comenzaron a darse cuenta de que las bromas y canciones parodias que hacían en los ensayos por diversión eran mejor recibidas por el público que los covers y canciones serias. De a poco se fueron presentando algunas parodias musicales en los espectáculos, temerosas de la aceptación del público. Los oyentes, sin embargo, aceptaron muy bien las canciones robadas. De esta manera, comenzaron a adoptar el perfil cómico por el que serían más conocidos. El mayor deseo de la banda Utopia era actuar en el principal gimnasio de la ciudad de Guarulhos, el Ginásio Paschoal Thomeu —conocido como Thomeuzão—, lo que exige un mínimo de reconocimiento por parte del artista que allí actúa. Dinho y Júlio fueron a pedirle a uno de los empleados del gimnasio que hiciera un preliminar para un espectáculo de Guilherme Arantes, y él respondió que el lugar era «un gimnasio para bandas grandes, no para bandas pequeñas». El vocalista, al ser bloqueado, discutió con la autoridad y dijo que en el futuro serían llamados a tocar en el gimnasio a pedido del propio ayuntamiento.

### 1994-1995: cambio de perfil y grabación del demo
Tras darse cuenta de que debían cambiar de perfil, adoptando una vena más cómica, grabaron una maqueta con dos canciones. Rodrigo Castanho, productor y técnico de masterización, fue quien acompañó la grabación, que tuvo lugar en la madrugada de octubre de 1994, en el antiguo estudio del productor Rick Bonadio, en el norte de São Paulo. Los músicos grabaron los temas «Mina (Minha Pitchulinha)», que luego serían conocidos como «Pelados em Santos», y «Robocop Gay». Según Castanho, la mayoría de las letras fueron creadas en ese momento. La canción «Robocop Gay» comenzó a escribirse en septiembre de 1994 por encargo de un «showmício».
A la mañana siguiente, Castanho se reunió con el productor Rick Bonadio y elogió las canciones, diciendo que «se había reído toda la noche». Bonadio luego escuchó las pistas y le encantaron las canciones, según él: «la cosa más divertida que había escuchado en su vida». Al escuchar la primera canción, Rick imaginó que podría ser la primera canción de trabajo de la banda, pero tendría que ser menos cursi y adquirir un sonido más rock n' roll.
Rick Bonadio se reunió con el grupo y sugirió que el cambio de perfil, además de la composición de las canciones, debería ser completo, empezando por el nombre. Los nombres sugeridos por los propios músicos fueron: «Um Rapá da Zé», «Tangas Vermelhas», «Coraçõezinhos Aperdados»[19] y «Os Cangaceiros de Teu Pai». Y luego el bajista Samuel sugirió «Mamonas Assassinas do Espaço»,[20][21] que se redujo a «Mamonas Assassinas».[21] Este nombre, de doble significado, encajaba perfectamente con el nuevo perfil de la banda. Además del nombre, a medida que la banda comenzó a adoptar un camino más cómico, los miembros cambiaron sus nombres y sus trajes, que se volvieron menos rock n' roll y más caricaturizados. En 2010, la Rede Record, en un artículo de Arnaldo Duran para el Jornal da Record, mostró la primera actuación de Utopia en un programa de televisión. Fue en el programa Sábado Show, en la sección «Oficina», abierta a bandas de garage.[22] En las imágenes se pueden ver los trajes de los músicos de Utopía. Bento, por ejemplo, aparece con el pelo corto y gorra. Y los demás con el pelo muy largo.[23]
Luego del cambio de perfil, comenzaron a actuar siempre vestidos como Chapulín Colorado, presos, con gorras extravagantes y cabello teñido, y, por supuesto, con una postura más juguetona en el escenario.[24][25] Se realizó una nueva grabación del demo. «Mina (Minha Pitchulinha)» se hizo más pesada y pasó a ser conocida como «Pelados em Santos». «Robocop Gay» recibió una nueva mezcla y «Vira-Vira» se grabó por primera vez.[17]

## Discografía
- 1995: Mamonas Assassinas

## Legado
- Durante el mismo año del accidente fatal de los Mamonas Assassinas, el grupo de pagode Só Pra Contrariar, liderado por Alexandre Pires, grabó la canción Tributo aos Mamonas homenajeando a la banda.[19]
- Los también paulistas Titãs dedicaron su álbum Acústico MTV de 1997 a los Mamonas Assassinas. En 1999, los Titãs regrabaron el éxito "Pelados em Santos" en el álbum de covers As Dez Mais.[20]
- La banda paulistana 365 compuso la canción "Manhã de Domingo", presente en el disco "Do Outro lado do Rio" (2005), en homenaje a los Mamonas. Cabe recordar, que cuando aún se llamaban Utopia, los Mamonas abrieron varios shows para 365.[21]
- Los Mamonas son citados en un trecho de la canción "Pré-Sal" de Nando Reis.[22] y de 'Festa da música tupiniquim' de Gabriel o Pensador
- El grupo pop rock boliviano Azul Azul les dedica a modo de homenaje el tema Loco, incluido en el disco El Sapo.